# Bezirk Braunau (Königreich Böhmen)
Der Bezirk Braunau (tschechisch Okresní hejtmanství Broumov, politický okres Broumov) war ein Politischer Bezirk im Königreich Böhmen. Der Bezirk umfasste Gebiete im Norden Böhmens, die heute überwiegend Teil des Okres Náchod sind und an der Grenze zu Polen liegen. Sitz der Bezirkshauptmannschaft war die Stadt Braunau (Broumov). Das Gebiet gehörte seit 1918 zur neu gegründeten Tschechoslowakei und ist seit 1993 Teil Tschechiens.

## Geschichte
Die modernen politischen Bezirke der Habsburgermonarchie wurden 1868 im Zuge der Trennung der politischen von der judikativen Verwaltung geschaffen.
Der Bezirk Braunau wurde 1868 aus den Gerichtsbezirken Braunau (tschechisch soudní okres Broumov) und Politz (Police) gebildet.
Erst im späten 19. Jahrhundert wurden die deutschsprachigen Gebiete vom Gerichtsbezirk Politz abgespalten und daraus der Gerichtsbezirk Wekelsdorf (Teplice) geschaffen.
Im Bezirk Braunau lebten 1869 51.643 Personen, wobei der Bezirk ein Gebiet von 7,1 Quadratmeilen und 48 Gemeinden umfasste.
1900 beherbergte der Bezirk 55.011 Menschen, die auf einer Fläche von 407,81 km² bzw. in 60 Gemeinden lebten.
Der Bezirk Braunau umfasste 1910 eine Fläche von 407,78 km² und eine Bevölkerung von 56.642 Personen. Von den Einwohnern hatten 1910 42.224 Deutsch als Umgangssprache angegeben. Weiters lebten im Bezirk 13.583 Tschechischsprachige und 835 Anderssprachige oder Staatsfremde. Die Gerichtsbezirke Braunau und Wekelsdorf waren dabei fast ausschließlich von Deutschsprachigen bewohnt, im Gerichtsbezirk Police lebten fast ausschließlich Tschechischsprachige. Zum Bezirk gehörten drei Gerichtsbezirke mit insgesamt 60 Gemeinden bzw. 63 Katastralgemeinden.

## Gemeinden
Der Bezirk Braunau umfasste Ende 1914 die 60 Gemeinden Birkigt (Březová), Chliwitz (Chlívce), Niedermohren (Dědov), Niederadersbach (Dolní Adršpach), Oberwekelsdorf (Dolní Teplice), Unterwernersdorf (Dolní Vernéřovice), Hauptmannsdorf (Hejtmánkovice), Hermsdorf (Heřmánkovice), Hottendorf (Hodkovice), Hutberg (Hony), Oberadersbach (Horní Adršpach), Oberdrewitsch (Horní Dřevíč), Unterwekelsdorf (Horní Teplice), Oberwernersdorf (Horní Vernéřovice), Heinzendorf (Hynčice), Johnsdorf (Janovice), Johannesberg (Janovičky), Obermohren (Javor), Dittersbach (Jetřichov), Jibka (Jívka), Weckersdorf (Křinice), Löchau (Lachov), Großledhuj (Ledhuj), Liebenau (Libná), Machau (Machov), Lhota Mölten (Machovská Lhota), Marschau (Maršov), Märzdorf (Martínkovice), Halbstadt (Meziměstí), Deutsch Matha (Německá Metuje), Niedersichel (Nízká Srbská), Ottendorf (Otovice), Piekau (Pěkov), Politz (Police), Rosenthal (Rožmitál), Ruppersdorf (Ruprechtice), Skalka (Skály), Schönau (Šonov), Starkstadt (Stárkov), Dreiborn (Studnice), Dörrengrund (Suchý Důl), Wekelsdorf (Teplice nad Metují), Großpetrowitz (Velké Petrovice), Großdorf (Velkoves), Großdrewitsch (Velký Dřevíč), Großlabnay (Velký Hlavňov), Deutsch Wernersdorf (Vernéřovice), Wiesen (Višeňov), Hochsichel (Vysoká Srbská), Žabokrk (Žabokrky), Žďár (Žďár) und Merkelsdorf (Zdoňov).